# Fight Quest
Fight Quest (br: Mestres do Combate) é um documentário exibido pelo Discovery Channel, apresentado pelos lutadores Jimy Smith e Doug Anderson.

## Artes marciais e países
- "WUSHU; SANDA" China
- "KALI" Filipinas
- "KARATE KYOKUSHIN" Japão
- "SAVATE" França
- "PENCAK SILAT" Indonésia
- "BOXE" México
- "HAPKIDO" Coréia do Sul
- "JIU-JITSU BRASILEIRO" Brasil
- "KRAV MAGA" Israel
- "KAJUKENBO" Estados Unidos
- "MUAYTAI" Tailandia
- "KALARIPPAYATTU" Índia
- "WING CHUN" China